# كهف ماجورا
كهف ماجورا (بالبلغارية: пещера Магура)‏ هو كهف يقع في شمال غرب بلغاريا بالقرب من قرية رابيشا، على بعد 25 كم (16 ميل) من مدينة بيلوغرادتشيك في مقاطعة فيدين.
في عام 1984، تم إدراج الموقع في قائمة اليونسكو المؤقتة للتراث العالمي.

## وصلات خارجية
- The Magura Cave, at tourism site Bulgariatravel.org
- Pictures from the Magura cave
- Bulgarian rock art: the Magura Cave paintings, paper on TRACCE Online Rock Art Bulletin
- Magura cave photogallery, 45 pictures